# Patricia Campos Doménech
Patricia Campos Doménech (Onda, 12 de març de 1977) és una aviadora, entrenadora de futbol, cooperant i activista a favor dels drets de les dones i dels més pobres.

## Biografia
Des de menuda, Patricia Campos va voler ser futbolista i pilot d'aviació, dos àmbits pràcticament vedats en aquells moments per a les dones. Va estudiar Comunicació Audiovisual a València. Després dels estudis va entrar a les Forces Armades d'Espanya el 2005. Es va incorporar a l'Escola Naval Militar i l'any següent ja era pilot d'helicòpter i de reactor de vuit places. Encara avui dia és l'única dona d'Espanya amb les dues titulacions i l'única dona pilot militar de l'Armada en l'especialitat de transport de militars d'alt rang, polítics, membres de la família reial i missions de logística.
El 2013, després de vuit anys de carrera militar, sol·licita una excedència per dedicar-se al futbol. Tres anys després, el 2016, es dona definitivament de baixa a l'exèrcit, argumentant un masclisme insuportable. Aquest mateix any apareix la seua autobiografia: Tierra, mar y aire, on desvetla l'experiència del seu pas per l'exèrcit.

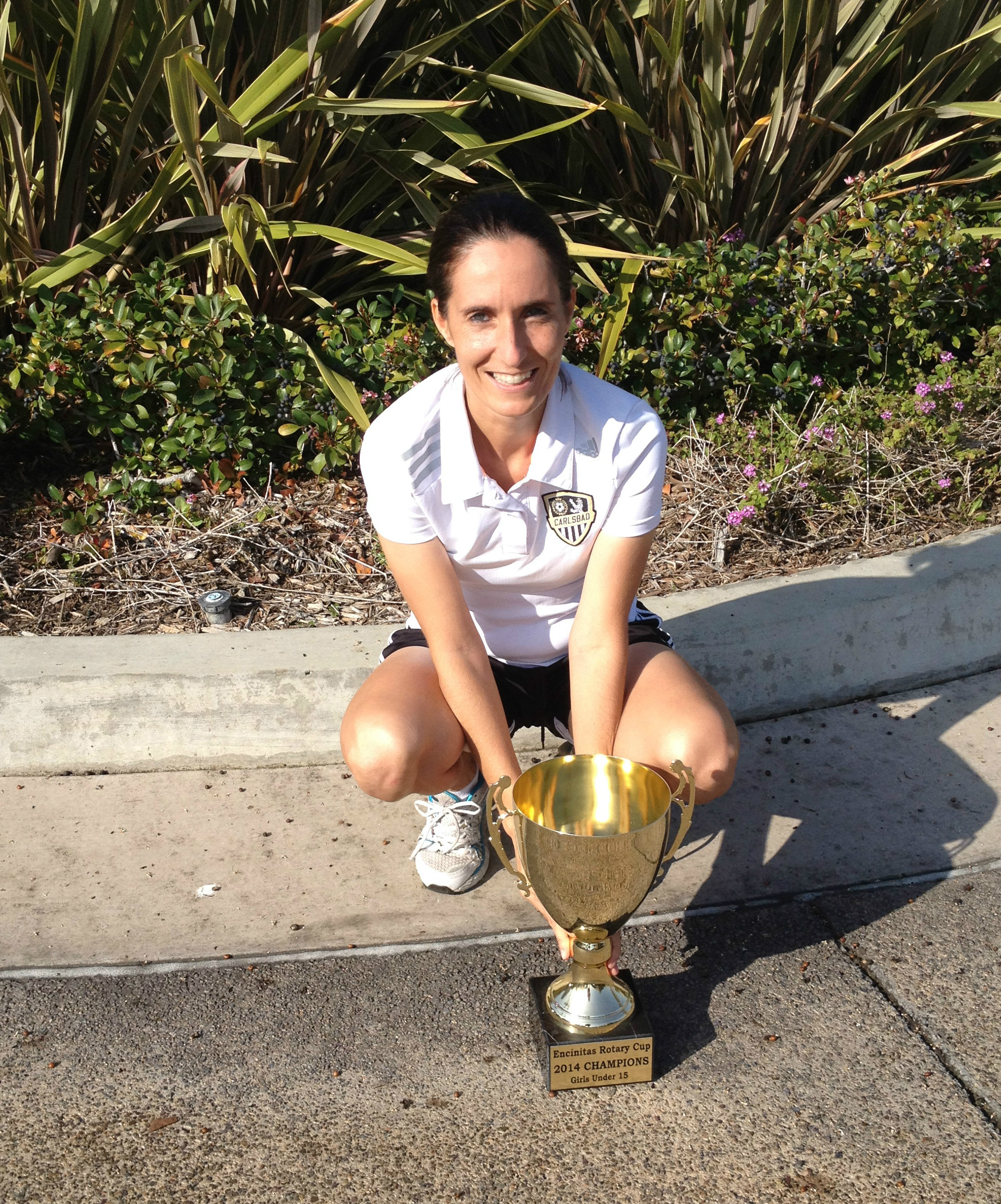
Amb la copa guanyada en 2014 com a entrenadora

Després de deixar l'exèrcit, se'n va cap als Estats Units per obtenir el títol d'entrenadora de futbol. A San Diego a l'estat deCalifòrnia, va esdevenir la primera entrenadora europea d'un equip professional americà. Va dirigir el Carlsbad Waves FC i el Carlsbad United FC, nascut de la fusió entre el primer i el Carlsbad Lightning, i amb el qual va guanyar el torneig Encinitas Rotary Cup 2014.

Hi va conèixer el projecte Soccer Without Borders (‘futbol sense fronteres’), que tracta de millorar les condicions de vida i el futur dels menors emprant el futbol com a eina. Aquesta ONG té bases a Amèrica Llatina, USA i Àfrica. Li van oferir anar-se'n com a Team Leader a una aldea a 60 km de Kampala a Uganda, on no comptaven amb cap voluntari. Decideix començar a fer servir els seus coneixements de futbol per entrenar els més desfavorits de la Terra. 

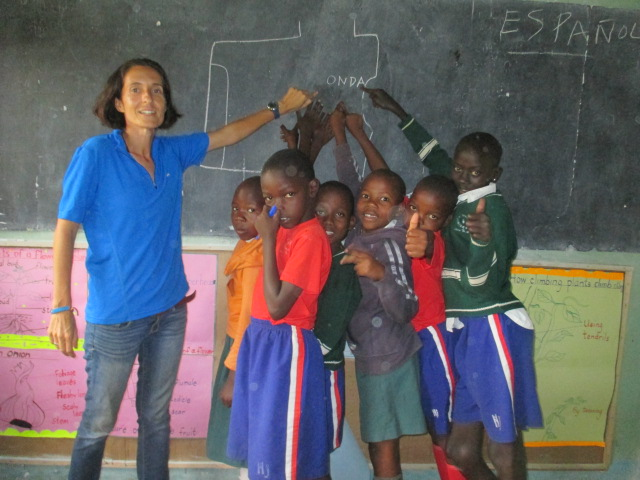
Fent classe a Uganda

## Reconeixement
- 2008 Women in Aviation, concedit en Itàlia per l'associació de dones pilot americanes[8]
- 2012 Premi Isabel Ferrer, atorgat per la Generalitat Valenciana a persones que des de qualsevol àmbit es distingeixen per la seva llavor a favor de la igualtat d'oportunitats entre dones i homes[9]
- 2015 Premi a l'Altruisme de la Fundació El Larguero[10]
- 2015 Ambaixadora del Grup Dones Beijing d'Nacions Unides[1]
- 2016 Seny Onder (Ateneu Cultural i Mercantil d'Onda), per la seva trajectòria i voluntat de donar a conèixer Onda en tots els llocs on ha estat[11]
- 2016 Distinció al Mèrit Solidari (Diputació Provincial de Castelló)[12]
- 2016 Premi Miki Roqué per la Pau en l'Esport[13]